# Georg Rauer
Georg Rauer (1880 Vídeň – 1935 tamtéž) byl rakouský houslař.

## Život
Georg Rauer byl učněm Karla Haudka (student Wernera Augusta Theodora Voigta) a zaměstnancem Gabriela Lemböcka. Vyučil se v roce 1897 a šel „na cesty“ (dobový výraz pro období po studiích, kdy každý učeň musel na studijní pobyt) do Budapešti. Před otevřením vlastního obchodu pracoval pro Wilhelma Thomase Theodora Jauru. Současně vedl dílnu v Karlových Varech. V roce 1912 se stal spolupracovníkem Wernera Augusta Theodora Voigta. Byl jedním z nejuznávanějších houslařů své doby, uznávaným znalcem a expertem a také vyhledávaným obchodníkem s cennými smyčcovými nástroji.
Mnoho začínajících houslařů mělo zájem o studium v jeho dílně. Jedním z nich byl i houslař Karel Josef Dvořák (1887–1947).  Jeho nástroje jsou specifické detailním zpracováním v mnoha ohledech shodným s italskými mistry a velikým na alikvótní tóny bohatým tónem.
Jeho vignety nesou převážně značení G.R. / Georg Rauer / Geigenmacher in Wien Anno 19.
Na nástroj z dílny Georga Rauera hraje i český violoncellista Petr Nouzovský.